# Fernand Defalle

Fernand Defalle était un joueur belge de football qui a évolué en tant que gardien de but dans le championnat de Belgique, de sa création en 1895 jusqu'en 1910. Il a participé au premier match d'une équipe nationale belge le 28 avril 1901 contre les Pays-Bas. Ce match n'est toutefois pas reconnu officiellement à cause de la présence de joueurs étrangers dans les deux équipes.
Entre les saisons 1895-1896 et 1904-1905, Fernand Defalle a joué pour le FC Liégeois avec lequel il remporte d'ailleurs le tout premier championnat de Belgique.

## Palmarès
- Quatre fois champion de Belgique:
  - trois fois avec le FC Liégeois en 1895-1896, 1897-1898 et 1898-1899,